# Сукка (трактат)
Сукка (др.-евр. סכה‬ или סוכה‬, sukah — «шалаш», «куща») — трактат в Мишне, Тосефте, Вавилонском и Иерусалимском Талмуде, шестой в разделе Моэд. Трактат посвящён законам праздника Суккот (в синодальном переводе Библии — «Праздник кущей»).

## Предмет рассмотрения
Согласно Моисееву закону, праздник Суккот — это осенний праздник сбора урожая: «Праздник кущей совершай у себя семь дней, когда уберешь с гумна твоего и из точила твоего» (Втор. 16:13). Обычаи праздника изложены следующим образом:

И сказал Господь Моисею, говоря: скажи сынам Израилевым: с пятнадцатого дня того же седьмого месяца праздник кущей, семь дней Господу; в первый день священное собрание, никакой работы не работайте; в [течение] семи дней приносите жертву Господу; в восьмой день священное собрание да будет у вас, и приносите жертву Господу: это отдание праздника, никакой работы не работайте…
А в пятнадцатый день седьмого месяца, когда вы собираете произведения земли, празднуйте праздник Господень семь дней: в первый день покой и в восьмой день покой; в первый день возьмите себе ветви красивых дерев, ветви пальмовые и ветви дерев широколиственных и верб речных, и веселитесь пред Господом Богом вашим семь дней; и празднуйте этот праздник Господень семь дней в году: это постановление вечное в роды ваши; в седьмой месяц празднуйте его; в кущах живите семь дней; всякий туземец Израильтянин должен жить в кущах, чтобы знали роды ваши, что в кущах поселил Я сынов Израилевых, когда вывел их из земли Египетской. Я Господь, Бог ваш.
— Лев. 23:33—36, 39—43
В Библии описано, как праздновали этот праздник после возвращения из вавилонского плена:

На другой день собрались главы поколений от всего народа, священники и левиты к книжнику Ездре, чтобы он изъяснял им слова закона.
И нашли написанное в законе, который Господь дал чрез Моисея, чтобы сыны Израилевы в седьмом месяце, в праздник, жили в кущах.
И потому объявили и провозгласили по всем городам своим и в Иерусалиме, говоря: пойдите на гору и несите ветви маслины садовой и ветви маслины дикой, и ветви миртовые и ветви пальмовые, и ветви [других] широколиственных дерев, чтобы сделать кущи по написанному.
И пошел народ, и принесли, и сделали себе кущи, каждый на своей кровле и на дворах своих, и на дворах дома Божия, и на площади у Водяных ворот, и на площади у Ефремовых ворот.
Все общество возвратившихся из плена сделало кущи и жило в кущах. От дней Иисуса, сына Навина, до этого дня не делали так сыны Израилевы. Радость была весьма великая.
И читали из книги закона Божия каждый день, от первого дня до последнего дня. И праздновали праздник семь дней, а в восьмой день попразднество по уставу.
— Неем. 8:13—18
Эта традиция сохранилась в иудаизме до настоящего времени.

## Содержание
Трактат «Сукка» в Мишне содержит 5 глав и 53 параграфа. Как и многие другие трактаты, он начинается с числового правила (задаются минимальная и максимальная высота сукки), а заканчивается любопытным прецедентом:
- Глава первая содержит законы строительства сукки — «кущи», праздничного шалаша. Определяются её размеры, материал кровли и т. д.
- Глава вторая разбирает порядок исполнения заповеди жить в сукке. На период праздника сукка становится как бы постоянным жильём, в ней положено спать, есть, проводить свободное время. Разъясняется, в каких случаях люди освобождаются от выполнения этой заповеди. Для иллюстрации законоположений приводятся примеры из практики.
- Глава третья содержит правила, касающиеся используемых в праздник растений (Лев. 23:40). По традиции «ветвь пальмовая» — это нераскрывшийся лист финиковой пальмы «лулав» (לולב); «ветви дерев широколиственных и верб речных» — ветви мирта и ивы, они связываются вместе с пальмовым листом в букет, также называемый «лулавом»; «плоды красивых дерев» — плоды цитрона (אתרוג, этрог). Лулавы и этроги держат в руках во время праздничной молитвы.
- Глава четвёртая описывает праздничные ритуалы: потрясание лулава (нетилат лулав), обход жертвенника с ветвями ивы (обряд арава — ערבה‎), чтение Галеля, пребывание в сукке, обряд возлияния воды на храмовый жертвенник.
- Глава пятая посвящена описанию праздничного веселья — שמחת בית השואבה‎, буквально — «веселье в месте, где черпают воду». Мишна замечает, что «кто не видел этого веселья — не видал веселья никогда». Заканчивается трактат описанием некоторых особенностей праздничного богослужения в Храме.

## Затрагиваемые темы
- В Тосефте, 2:3 приводится принцип, согласно которому при разногласиях между школами Шаммая и Гиллеля галаха устанавливается по мнению школы Гиллеля.
- Согласно Мишне, 2:9 дождь в праздник Суккот — дурной знак; это сравнивается с тем, что раб поднёс своему господину бокал, а тот выплеснул ему в лицо кувшин (под бокалом имеется в виду праздничный обряд возлияния воды на жертвенник).
- В Тосефте, 2:5-6 обсуждается значение солнечных и лунных затмений: они считаются дурным знаком.
- Тосефта 3:1 и 3:16 вспоминают об ожесточённых некогда спорах между фарисеями и саддукеями. Фарисеи считали, что обряд «арава» в седьмой день праздника следовало исполнять, даже если этот день выпал на субботу. Саддукеи были против, так как этот обряд не основан на Торе, и однажды навалили большие камни на приготовленные в пятницу для обряда ивовые ветви, зная, что фарисеи не будут трогать камни в субботу. Но их плану помешал простой народ, не соблюдавший этого запрета — они оттащили камни и вынули ветви. В другом случае первосвященник, не признававший обряда возлияния воды, вылил воду себе под ноги, и народ закидал его этрогами.
- Тосефта, 4:6 описывает Храм Ониаса в Александрии.
- Тосефта, 4:11 рассказывает о том, как в Иерусалиме трублением оповещали народ о наступлении Шаббата.
- Согласно Тосефте 4:17, восьмой день праздника Суккот имеет статус отдельного праздника (Шмини Ацерет).